# Julija Putinceva
Julija Putinceva (rus. Юлия Путинцева, Moskva, 7. siječnja 1995.) kazahstanska je tenisačica ruskog podrijetla.

## Životopis
Treneri su joj Simon Blanc i otac, Anton. Otac ju je uveo u svijet tenisa te je počela trenirati u klubu Spartak u Moskvi. Trenutačno trenira na teniskoj akademiji Mouratoglou u Parizu. Ponuđeno joj je kazahstansko državljanstvo, što je i prihvatila u lipnju 2012. godine.
Osvojila je 5 ITF turnira (prvi u svibnju 2011. u Moskvi). Nakon što je 2013. prošla prvo kolo Australian Opena, ušla je među 100 najboljih svjetskih tenisačica.
Omiljeni su joj turniri Australian Open i US Open. Teniski su joj uzori Jelena Dokić, Martina Hingis i Justine Henin.

## Stil igre
Putinceva je igračica osnovne crte čiji je najdraži udarac forehand, a podloga zemlja.

## Rezultati na Grand Slam turnirima
| Grand Slam      | 2013. |
| --------------- | ----- |
| Australian Open | 2k    |
| Roland Garros   |       |
| Wimbledon       |       |
| US Open         |       |

## Plasman na WTA ljestvici na kraju sezone
| 2010. | 2011. | 2012. | 2013. |
| ----- | ----- | ----- | ----- |
| 725.  | 241.  | 121.  |       |

## Vanjske poveznice
- Profil na stranici WTA Toura (engl.)